# PVK Jadran
PVK Jadran je plivački-vaterpolo klub iz Herceg Novog, Crna Gora. Klub se takmiči u Jadranskoj vaterpolo ligi i Prvoj ligi Crne Gore.
Dva puta je bio šampion SFRJ (1958. i 1959) i to oba puta bez poraza. Od 2003. do 2006. je osvojio četiri titule prvaka Srbije i Crne Gore, tri puta je osvojio i kup državne zajednice, a 2004. klub je bio vicešampion Evrope. Nakon sticanja nezavisnosti Crne Gore, Jadran je osvojio sedam titula prvaka države i devet kupova, a takođe je osvojio i dve titule u regionalnoj Jadranskoj ligi.

## Bazen
Klub domaće utakmice igra u zimskom bazenu instituta „Dr. Simo Milošević“. Ljeti klub igra u otvorenom bazenu Škver.

## Uspesi
| Такмичење                        | Такмичење                 | Број                      | Година |                           |                           |
| Nacionalno prvenstvo — 19        | Nacionalno prvenstvo — 19 | Nacionalno prvenstvo — 19 | Nacionalno prvenstvo — 19 | Nacionalno prvenstvo — 19 | Nacionalno prvenstvo — 19 |
| -------------------------------- | ------------------------- | ------------------------- | --- | ------------------------- | ------------------------- |
| Prvenstvo SFR Jugoslavije        | Prvak                     | 2                         | 1958, 1959. |                           |                           |
| Prvenstvo SFR Jugoslavije        | Drugi                     | 2                         | 1960, 1961. |                           |                           |
| Prvenstvo SR Jugoslavije/SCG     | Prvak                     | 4                         | 2002/03, 2003/04, 2004/05, 2005/06.                                                                                           |                           |                           |
| Prvenstvo SR Jugoslavije/SCG     | Drugi                     | 2                         | 2000/01, 2001/02. |                           |                           |
| Prvenstvo Crne Gore              | Prvak                     | 13                        | 2008/09, 2009/10, 2011/12, 2013/14, 2014/15, 2015/16, 2016/17, 2017/18, 2018/19, 2020/21, 2021/22, 2022/23, 2024/25.          |                           |                           |
| Prvenstvo Crne Gore              | Drugi                     | 2                         | 2010/11, 2023/24. |                           |                           |
| Zimsko nacionalno prvenstvo — 1  |                           |                           | |                           |                           |
| Zimsko prvenstvo SFR Jugoslavije | Prvak                     | 1                         | 1959. |                           |                           |
| Zimsko prvenstvo SFR Jugoslavije | Drugi                     | 1                         | 1960. |                           |                           |
| Nacionalni kup — 17              |                           |                           | |                           |                           |
| Kup SR Jugoslavije/SCG           | Pobednik                  | 3                         | 2003/04, 2004/05, 2005/06. |                           |                           |
| Kup SR Jugoslavije/SCG           | Finalista                 | 4                         | 1999/00, 2000/01, 2001/02, 2002/03.                                                                                           |                           |                           |
| Kup Crne Gore                    | Pobednik                  | 14                        | 2006/07, 2007/08, 2011/12, 2012/13, 2013/14, 2014/15, 2015/16, 2016/17, 2017/18, 2018/19, 2019/20, 2020/21, 2022/23, 2023/24. |                           |                           |
| Kup Crne Gore                    | Finalista                 | 1                         | 2021/22. |                           |                           |
| Kontinentalna takmičenja         |                           |                           | |                           |                           |
| LEN Liga šampiona                | Pobednik                  | 0                         | / |                           |                           |
| LEN Liga šampiona                | Finalista                 | 1                         | 2003/04. |                           |                           |
| LEN Liga šampiona                | Polufinale                | 0                         | / |                           |                           |
| LEN Kup Evrope                   | Pobednik                  | 0                         | / |                           |                           |
| LEN Kup Evrope                   | Finalista                 | 1                         | 2018/19. |                           |                           |
| LEN Kup Evrope                   | Polufinale                | 1                         | 2016/17. |                           |                           |
| Regionalna takmičenja — 2        |                           |                           | |                           |                           |
| Jadranska liga                   | Pobednik                  | 2                         | 2009/10, 2010/11. |                           |                           |
| Jadranska liga                   | Finalista                 | 2                         | 2008/09, 2016/17. |                           |                           |

## Legende Jadrana
- Božidar Stanišić - Cikota
- Zoran Mustur
- Dejan Dabović
- Andrija Prlainović
- Petar Prlainović
- Todor Prlainović
- Rajko Prlainović
- Dušan Bilas
- Zoran Mandić
- Zoran Mustur
- Dragoslav Šiljak
- Zoran Janković

## Sastavi kroz sezone

### Ekipa 2007/2008
- Višeslav Sarić (Feb 2, 1977)
- Drago Pejaković (May 28, 1980)
- Marko Elez (Sep 9, 1980)
- Danijel Premuš (Apr 15, 1981)
- Miloš Šćepanović (Oct 9, 1982)
- Richard van Eck (Mar 8, 1983)
- Nikola Vukčević (Nov 14, 1985)
- Ljubomir Vrbica (Sep 8, 1985)
- Aleksandar Ivović (Feb 24, 1986)
- Kevin Graham (Apr 21, 1986)
- Novak Jelić (Jan 14, 1986)
- Luka Sekulić (Jul 1, 1987)
- Aleksandar Radović (Feb 24, 1987)
- Filip Klikovac (Feb 7, 1989)

### Ekipa 2008/2009
- Miloš Šćepanović
- Luka Sekulić
- Kevin Graham
- Marko Elez
- Nikola Vukčević
- Aleksandar Radović
- Marko Jelača
- Vladimir Gojković
- Aleksandar Ivović
- Drago Pejaković
- Danijel Premuš
- Jesse Smith
- Dalibor Perčinić

### Ekipa 2009/2010
- Miloš Šćepanović
- Luka Sekulić
- Ivan Bebić
- Marko Elez
- Nikola Vukčević
- Aleksandar Radović
- Nikola Janović
- Vladimir Gojković
- Aleksandar Ivović
- Boris Zloković
- Filip Klikovac
- Dalibor Perčinić
- Đorđe Tešanović
- Glavni trener :  Ivica Tucak
- Pomoćni trener :  Vaso Ćuković
- Pomoćni trener 2 :  Lazar Vuksanović

### Ekipa 2010/2011
- Miloš Šćepanović
- Luka Sekulić
- Damir Crepulja
- Nikola Janović
- Đorđe Filipović
- Radovan Latinović
- Uroš Kalinić
- Vladimir Gojković
- Danijel Premuš
- Gavril Subotić
- Petar Filipović
- Željko Kovačić
- Đorđe Tešanović
- Stefan Vidović
- Glavni trener :  Ivica Tucak
- Pomoćni trener :  Vaso Ćuković
- Pomoćni trener 2 :  Lazar Vuksanović

### Ekipa 2011/2012
- Miloš Šćepanović
- Luka Sekulić
- Jovan Sarić
- Ivan Krizman
- Martin Beltrame
- Radovan Latinović
- Stefan Vidović
- Vladimir Gojković
- Danijel Premuš
- Gavril Subotić
- Nikola Tomašević
- Bojan Banićević
- Đorđe Tešanović
- Petar Vuksanović
- Slaven Kandić
- Glavni trener :  Ivica Tucak
- Pomoćni trener :  Vaso Ćuković
- Pomoćni trener 2 :  Lazar Vuksanović

### Ekipa 2012/2013
- Miloš Šćepanović
- Clayton Snyder
- Aleksa Brkić
- Đorđe Tešanović
- Stefan Vidović
- Aleksandar Radović
- Bojan Banićević
- Jovan Sarić
- Radovan Latinović
- Igor Porobić
- Lazar Pasuljević
- Nikola Tomašević
- Ivan Krizman
- Nikola Giga
- Vlado Popadić
- Slaven Kandić
- Glavni trener :  Vladimir Gojković
- Pomoćni trener :  Petar Radanović
- Pomoćni trener 2 :  Lazar Vuksanović

### Ekipa 2013/2014
- Slaven Kandić
- Nikola Moskov
- Vlado Popadić
- Željko Kovačić
- Stefan Vidović
- Marko Brajović
- Bojan Banićević
- Jovan Sarić
- Radovan Latinović
- Luka Sekulić
- Stefan Pješivac
- Aleksa Ukropina
- Nikola Giga
- Marko Porobić
- Stefan Porobić
- Vladan Spaić
- Miloš Popović
- Glavni trener :  Vladimir Gojković
- Pomoćni trener :  Petar Radanović
- Pomoćni trener 2 :  Lazar Vuksanović

### Ekipa 2014/2015
- Slaven Kandić
- Nikola Moskov
- Vlado Popadić
- Andria Bitatze
- Stefan Vidović
- Bojan Banićević
- Jovan Sarić
- Dragan Drašković
- Radovan Latinović
- Luka Sekulić
- Stefan Pješivac
- Aleksa Ukropina
- Nikola Giga
- Stefan Porobić
- Vladan Spaić
- Nikola Brkić
- Đuro Radović
- Petar Mijušković
- Miloš Popović
- Glavni trener :  Vladimir Gojković
- Pomoćni trener :  Petar Radanović
- Pomoćni trener 2 :  Lazar Vuksanović

### Ekipa 2015/2016
- Slaven Kandić
- Aleksa Petrovski
- Vlado Popadić
- Đuro Radović
- Stefan Vidović
- Bojan Banićević
- Nikola Janović
- Miroslav Ranđić
- Vladan Spaić
- Željko Kovačić
- Stefan Pješivac
- Aleksa Ukropina
- Nikola Moskov
- Nikola Brkić
- Petar Mijušković
- Filip Gardašević
- Miloš Popović
- Glavni trener :  Vladimir Gojković
- Pomoćni trener :  Petar Radanović
- Pomoćni trener 2 :  Lazar Vuksanović

### Ekipa 2016/2017
- Miloš Šćepanović
- Slaven Kandić
- Marko Petković
- Vlado Popadić
- Đuro Radović
- Stefan Vidović
- Bojan Banićević
- Nikola Janović
- Danil Merkulov
- Vladan Spaić
- Željko Kovačić
- Stefan Pješivac
- Aleksa Ukropina
- Nikola Moskov
- Nikola Brkić
- Stefan Porobić
- Petar Mijušković
- Filip Gardašević
- Luka Murišić
- Danilo Radović
- Martin Gardašević
- Dragan Kolesko
- Petar Tešanović
- Glavni trener :  Vladimir Gojković
- Pomoćni trener :  Petar Radanović
- Pomoćni trener 2 :  Lazar Vuksanović

## Spoljašnje veze
- Zvanična stranica kluba na Fejsbuku